# 東武宇都宮百貨店
株式会社東武宇都宮百貨店（とうぶうつのみやひゃっかてん、英: Tobu Utsunomiya Department Store）は、栃木県宇都宮市に本社を置く百貨店。東武鉄道の完全子会社。
東京・池袋に本社を置き、池袋と船橋に店舗を展開する株式会社東武百貨店とは別法人である。当社は株式会社東武百貨店の子会社ではなく、両社とも東武鉄道の直接子会社であり、あくまでも兄弟会社という関係性ではあるものの、同一の店舗ブランドで展開しロゴも共通であることから、株式会社東武百貨店の店舗と合わせて「東武百貨店」と総称されることがある。

## 概要
東武宇都宮駅直結のターミナルデパートである。宇都宮市民から「東武宇都宮駅を民衆駅とし、百貨店を含む総合駅ビルとしてほしい」という声を受け、東武鉄道が当時建設中だった「宇都宮東武ビル」（東武宇都宮駅の駅ビル）に出店する百貨店の運営会社として1958年6月2日に会社設立、翌1959年11月に「東武宇都宮百貨店」」を開店した。東武百貨店池袋店（1962年5月開店）よりも長い歴史を有する。
1980年代には、栃木県内の地元小売業者などと提携して、贈答品や商品券・婦人小物などを取り扱う代理店形式の小規模店舗「ギフトショップ」を各市町村に広く展開し、百貨店空白地域を補完する役割を担わせたが、2020年の今市店閉店をもって直営ショップは全て閉店し、現在は代理店である壬生店 のみとなっている。
宇都宮駅の本店1店舗での運営を長らく続けてきたが、倒産した地元百貨店の既存店舗を借り受ける形で初の支店となる「大田原店」を2002年に開店した。また、2014年には福田屋百貨店栃木店跡地に移転した栃木市役所新庁舎1階フロアにテナント入居し、食料品とギフトショップ機能に特化した業態の小型店舗「栃木店」を出店している（2015年に「栃木市役所店」へ改称）。
グループ会社の東武百貨店と同じロゴを使用しており、商品を入れる紙袋のデザインは似ているが地色が反転しているのが特徴である。
栃木県内で日本百貨店協会に加盟している栃木県内の百貨店は当社のみであり、宇都宮パルコ撤退後は全国百貨店共通商品券を取り扱うのも当社のみとなっている。

## 沿革
- 1957年（昭和32年）10月1日 - 宇都宮市一条町1163番地の東野鉄道会議室にて第1回発起人会を開催[4]
  - 出席者は、発起人の井上隆根、河合長一郎（初代社長）、矢野政男（東野鉄道社長で当店の初代会長）、矢野登（初代専務）、山崎順蔵、福田富次郎、小林正郎（3代目社長）の7人。
  - 社名を株式会社東武宇都宮店とする、東武鉄道東武宇都宮駅と東野鉄道自動車駅を一体化した建物を建設し百貨店を併設する、総資本金を1億円とする、などの規約を定めた[4]。
- 1958年（昭和33年）
  - 5月27日 - 宇都宮商工会議所で創立総会を開催[9]
  - 6月2日 - 株式会社東武宇都宮百貨店を設立登記[9]
- 1959年（昭和34年）
  - 11月10日 - 「宇都宮東武ビル」完成。当初は正面に50台分、西側に150台の駐車場設置
  - 11月28日 - 東武宇都宮百貨店（宇都宮店）開店（売場面積／6,021m2）
- 1960年（昭和35年）4月7日 - 6階屋上に観覧車やモノレールなどを備えた屋上遊園施設オープン[10]
- 1961年（昭和36年）
  - 4月1日 - 日本娯楽機械より屋上遊園施設を買収し直営に[11]
  - 7月13日 - 6階屋上の100m2に「アルプスビアガーデン」をオープン（翌年からは5月～8月末日までの営業）[12]
  - 7月16日 - 宇都宮カンツリークラブから委託を受け、同クラブ内の食堂運営開始[11]
- 1962年（昭和37年）3月1日 - 子会社の東栄産業を設立し駐車場業務を委託[13]
- 1963年（昭和38年）
  - 6月1日 - 定休日を毎週水曜日とする[14]
  - 8月1日 - 正面駐車場を有料化（1時間につき50円、買い物客は1時間無料）[15]
  - 9月19日 - 鹿沼市久保町に鹿沼サービスステーション（ギフト店）を開設[16]
- 1964年（昭和39年）
  - 4月 - 当店と東武百貨店池袋店の間で商品券の相互利用開始[17]
  - 7月9日 - 延べ528m2で社員食堂などを備えた東側新館増築完成[17]
- 1965年（昭和40年）
  - 5月20日 - ビアガーデンの面積を拡充し330m2、400席とする[18]
  - 7月1日 - 西側駐車場を有料化[18]
  - 11月1日 - 東野交通バス発着所が東側（後のニュー108ビル）から西側広場へ移転[18]
- 1967年（昭和42年）10月14日 - 今市市の今市商工ビルディングを借用し「東武ストアー今市店」を開店（1970年10月に閉店）[19]
- 1968年（昭和48年）1月7日 - 開店時刻をそれまでの9時40分開店から20分遅らせ午前10時とする[20]
- 1969年（昭和44年）7月30日 - 宇都宮市河原町の東武宇都宮線沿線に、鉄筋コンクリート3階建ての女子寮「紫寮」を新設[21]
- 1970年（昭和45年）6月 - 東武鉄道の援助の下、500台収容の立体駐車場と50レーンのボウリング場を備えた第一期工事（パーキングビル新築）および、駅乗降階段を移設し中央階段を撤去して売場を拡張する工事に着工[22]
- 1971年（昭和46年）
  - 4月30日 - 500台収容の東武パーキングと50レーンのボウリング場「東武ボウル」を開設[23]。
  - 10月23日 - 第二期工事起工式[24]
  - 10月27日 - 3階食堂を売場に転用し、コーヒーハウス「フレンド」オープン（1974年閉鎖）[24]
- 1972年（昭和47年）
  - 4月1日 - 宇都宮市大和2丁目[25]の東武宇都宮線江曽島駅構内に鉄筋コンクリート4階建ての新女子寮の起工式を行う（同年9月25日完成、60室120名（1室2名）収容。10月3日より入寮開始）[26]
  - 11月 - 第二期工事竣工し大規模増築・新装オープン[27]
- 1973年（昭和48年）3月1日
  - 「宇都宮東武ビル」増築（新館）完成（売場面積合計／13,470m2）
  - 東武宇都宮駅のホーム上の5階屋内2000m2「メキシ館」、6階屋上4000m2の「アメリ館」で構成される「東武ランド」オープン[26]
  - 9階 - 12階に直営で「うつのみや東武ホテル」、13階にスカイレストランがオープン[28]
- 1974年（昭和49年） - 年度売上高100億円達成[29]
  - 4月1日 - 住所が現在の宮園町5番4号となる[30]
- 1975年（昭和50年）8月31日 - 宇都宮市内にボウリング場が増加し競争激化のため、パーキングビルの「東武ボウル」を閉場[31]
- 1977年（昭和52年）
  - 3月 - 旧ボウリング場跡を催事場「ファミリープラザ（1,833m2）」（1990年3月、現在の「イベントプラザ」に改称）として活用[32]
  - 10月 - 7日開店の「船橋東武」と合わせ、東武百貨店3店の愛称を「ぶらんで～とTO-B」に統一[32]
- 1981年（昭和56年）
  - 5月1日 - 東武鉄道の関連事業統一のため、ホテル部門を東武ホテルへ移管[33]
  - 10月1日 - 2階の山一證券宇都宮支店跡に「TO-Bブックセンター」（後に6階へ移転し、その後5階に再移転）オープン[33]
- 1982年（昭和57年）
  - 2月1日 - 東武ランドのうち、5階屋内「メキシ館」を閉鎖[34]
  - 3月 - 全館リフレッシュにより、5階「メキシ館」跡に玩具売場を移動[35]
- 1983年（昭和58年）7月21日 - 13階のスカイレストランを改修し、スカイラウンジ「トップ・オブ・トーブ」としてオープン[36]
- 1984年（昭和59年）3月1日 - パーキングビル1階を配送センターから女性専用駐車場へ変更、収容台数650台に増加[37]
- 1986年（昭和61年）5月22日 - 大田原市末広3丁目にギフトショップ1号店として「大田原ギフトショップ」オープン[38]
- 1987年（昭和62年）
  - 11月8日 - 芳賀町祖母井にフランチャイズ方式の「東武ギフトショップ芳賀代理店」オープン[39]（以後、1991年1月時点で代理店11店まで拡大[40]）
  - 11月15日 - 栃木市万町（翌年倭町へ移転）に外商出張所を兼ねたギフトショップ2号店の「東武ギフトショップ栃木店」オープン[39]
- 1988年（昭和63年） 6月23日 - 真岡市台町にギフトショップオープン[41][40]
- 1989年（平成元年）
  - 4月10日 - 今市市今市に「ギフトショップ今市店」オープンし。ギフトショップは直営ショップ4店、代理店9店体制に[42]
  - 10月17日 - 鹿沼市流通センター30番地に物流センターをオープン[43]
- 1995年（平成7年）
  - 6月27日 - 東武駅交番が西館内に設置される[44]
  - 9月28日 - 「宇都宮東武ビル西館」完成
  - 10月1日 - 東武宇都宮百貨店西館グランドオープン（売場面積合計／32,633m2）
- 2002年（平成14年）9月6日 - 大田原店を開店（売場面積／12,248m2）
- 2014年（平成26年）3月16日 - 食料品に特化した業態として、栃木市役所1階フロアに栃木店（現：栃木市役所店）を開店(売場面積／2,880m2)[45][46]
- 2020年（令和2年）
  - 2月16日 - ギフトサロン今市店を閉店[47]
  - 4月20日 - コロナウイルス感染症の流行に伴い、全店で食料品売り場のみの営業とする[48]。
  - 5月14日 - 宇都宮店、全館営業再開[49]。

## 店舗
2020年3月以降は、百貨店2店舗と小型店舗1店舗がある。

### 本店（宇都宮店）
本店（通称：宇都宮東武）は、栃木県宇都宮市宮園町5番4号にある。東武宇都宮駅周辺再開発事業の目玉として東武鉄道が設置したステーションデパートである。3階南側に同駅との連絡口があり、2階西側にかつて東武グループ会社であり、当店発起人でもあった旧東野交通系路線バスのバスターミナルがある。親会社の鉄道路線である東武宇都宮線のみならず、県内各地から「宇都宮東武」行きの路線バスが走ることで広範囲からの集客を支えており、大手私鉄百貨店として店舗と公共交通機関の相乗効果を発揮している。
オーバーストア状態であった宇都宮中心部の同業者との激しい競争の中にあって、増床を繰り返しながら売上を伸ばしてきた。1977年度には、売上高で上野百貨店を抜き地域一番店となった。
9階 - 13階部分には、1973年から1981年までは直営で、以後1993年までは系列の宇都宮東武ホテル（後に東武イン宇都宮に改称）を併設していた。
西館（1995年竣工）を建設する際に栃木県警察の「東武駅交番」を建物の北西角地1階に設置。日本初の「デパート内にある交番」として報道された。
1970年代にはパーキングビルの5階にボウリング場「東武ボウル」（1977年閉鎖、イベントプラザに改装）、栃木放送 (CRT) のサテライトスタジオ、室内遊園地「メキシ館」や屋上遊園地「アメリ館」などがあった。屋上遊園地は1980年代に一度閉鎖され、1996年の西館増築オープン時に「後楽園カーニバル」として再オープンしたものの、利用者が少なく再び閉鎖されている。
1990年代後半にはCDショップのヴァージンも出店しており、エフエム栃木 (RADIO BERRY) を加えた3者でタイアップを行っていた。
宇都宮市中心部では、1990年代頃までは当店の他に、西武百貨店宇都宮店（閉店）、ロビンソン百貨店宇都宮店（店舗ブランド消滅）、上野百貨店（経営破綻）、山崎百貨店（閉店）、十字屋（業態変更を経て閉店）、福田屋百貨店（郊外移転）といった百貨店がが立地し、各店間の競争も激しかったが、他店の閉店が相次ぎ、宇都宮中心市街地で唯一の百貨店として生き残った。

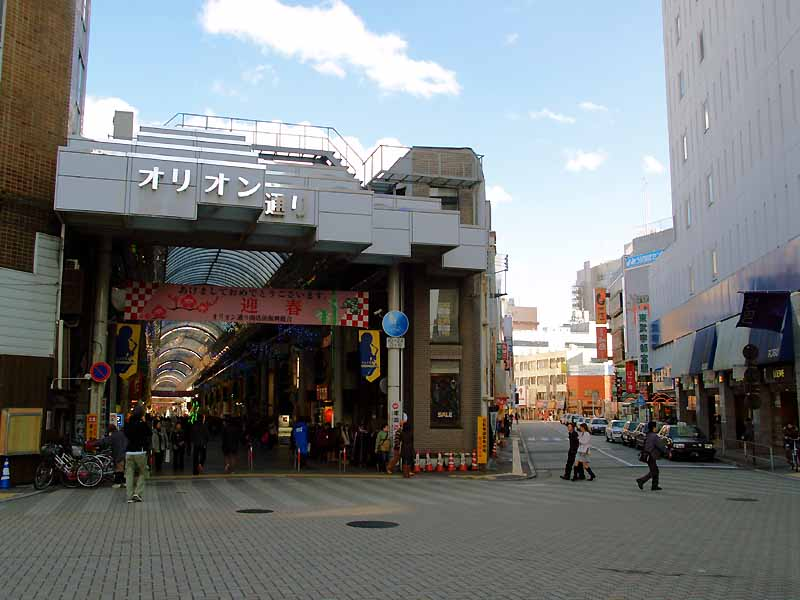
本店（右）とオリオン通り（左）
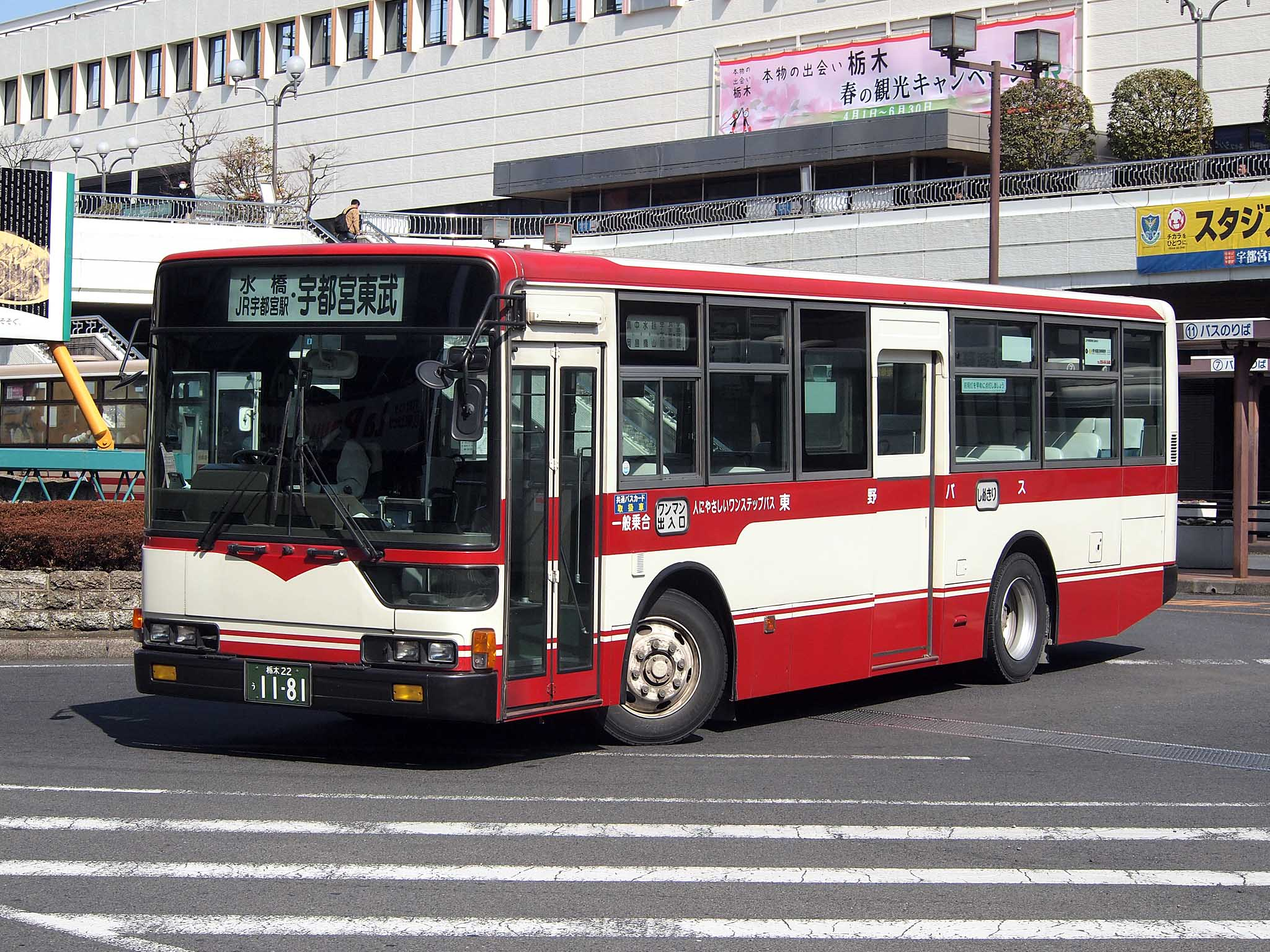
「宇都宮東武」を行き先に掲げる東野交通のバス

### 大田原店
大田原店（通称：大田原東武）は、栃木県大田原市美原一丁目3537番地2（国道400号大田原・西那須野バイパス沿い）にある。1999年に開店し、2000年12月に倒産した地場百貨店「上野百貨店大田原店」の建物を賃貸する形で2002年9月に居抜き出店したロードサイド店舗である。大田原市営バス「東武百貨店前」停留所がある。
百貨店空白地帯であった県北地区の消費者を意識した独自の商品構成を採用し、地域密着型イベントを積極的に企画している。東武としての出店は、建物を抵当物件として差押さえていた上野百貨店のメインバンクである足利銀行からの要請があり、同行を支援する側面もあった。なお、大田原には1968年まで東野交通の前身である東野鉄道の鉄道路線があった。

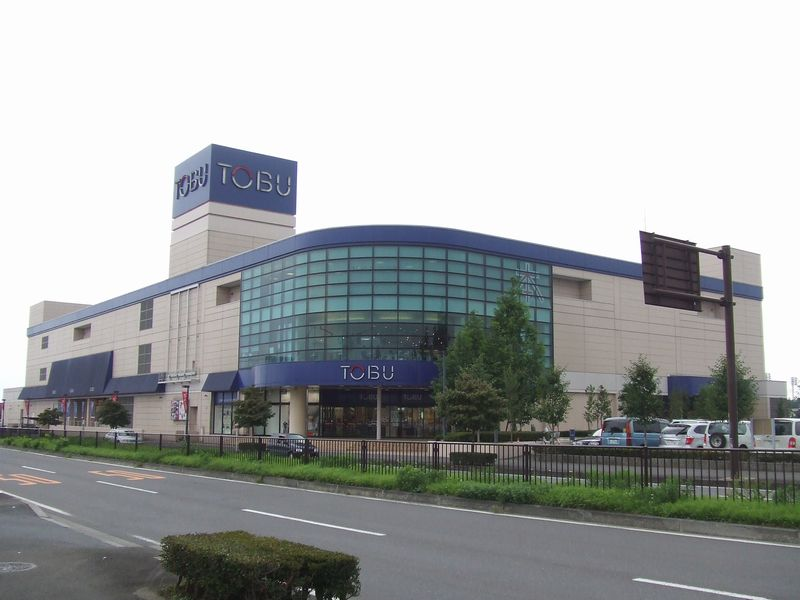
大田原店
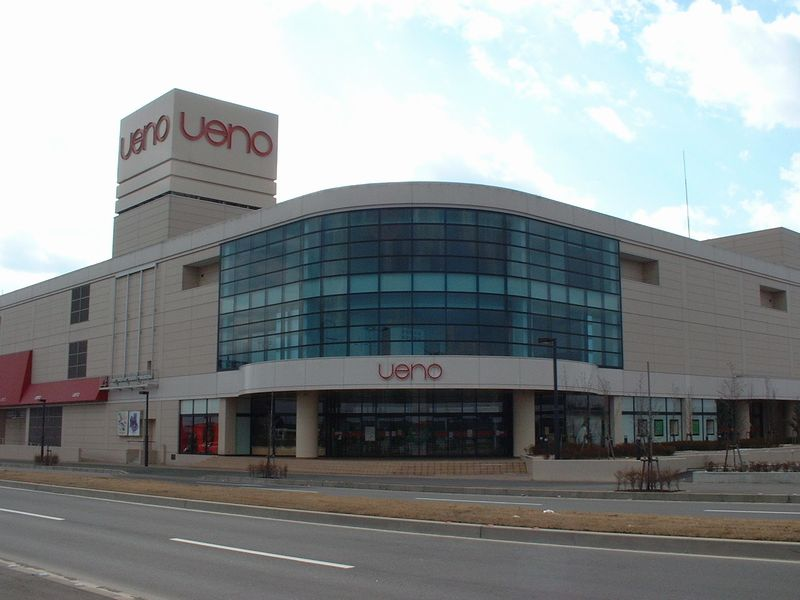
上野百貨店時代の大田原店

### 栃木市役所店
栃木市役所店（開業当初は「栃木店」）は、栃木県栃木市万町9番地25（栃木市役所1階）にある。2014年2月10日より業務を開始した栃木市役所新庁舎（旧福田屋百貨店栃木店の建物を改装）の1階に、同年3月16日に開業した。主に食料品に特化した業態となっている。ふれあいバス「市役所前」停留所があり、東武日光線などの栃木駅からも近い。
栃木市との賃借契約期間は2014年3月から2024年3月の10年間で賃料は月額約129万円。契約期間満了前の2023年8月に東武宇都宮百貨店側から再契約を申し入れ、栃木市としても新規募集とした場合、改修に伴う費用負担の発生や、営業休止期間中の市民生活への影響を懸念し、同店と次の契約に向けて協議を開始。協議の結果、親会社である東武鉄道の意向を受け、契約期間を2024年3月から5年間とし、賃料据え置きで契約締結の方針とした。栃木市としては賃料値上げを要望したが、新型コロナ禍による売上減少で実質損失状態であると東武宇都宮百貨店側は譲らなかった。
栃木市役所店開店に伴い、栃木市倭町にあったギフトショップが閉店している。栃木市役所店では贈答品なども扱うため、ギフトショップの機能が引き継がれている。そのため同店では「食とギフトのスペシャリティストア」というキャッチコピーが掲げられている。

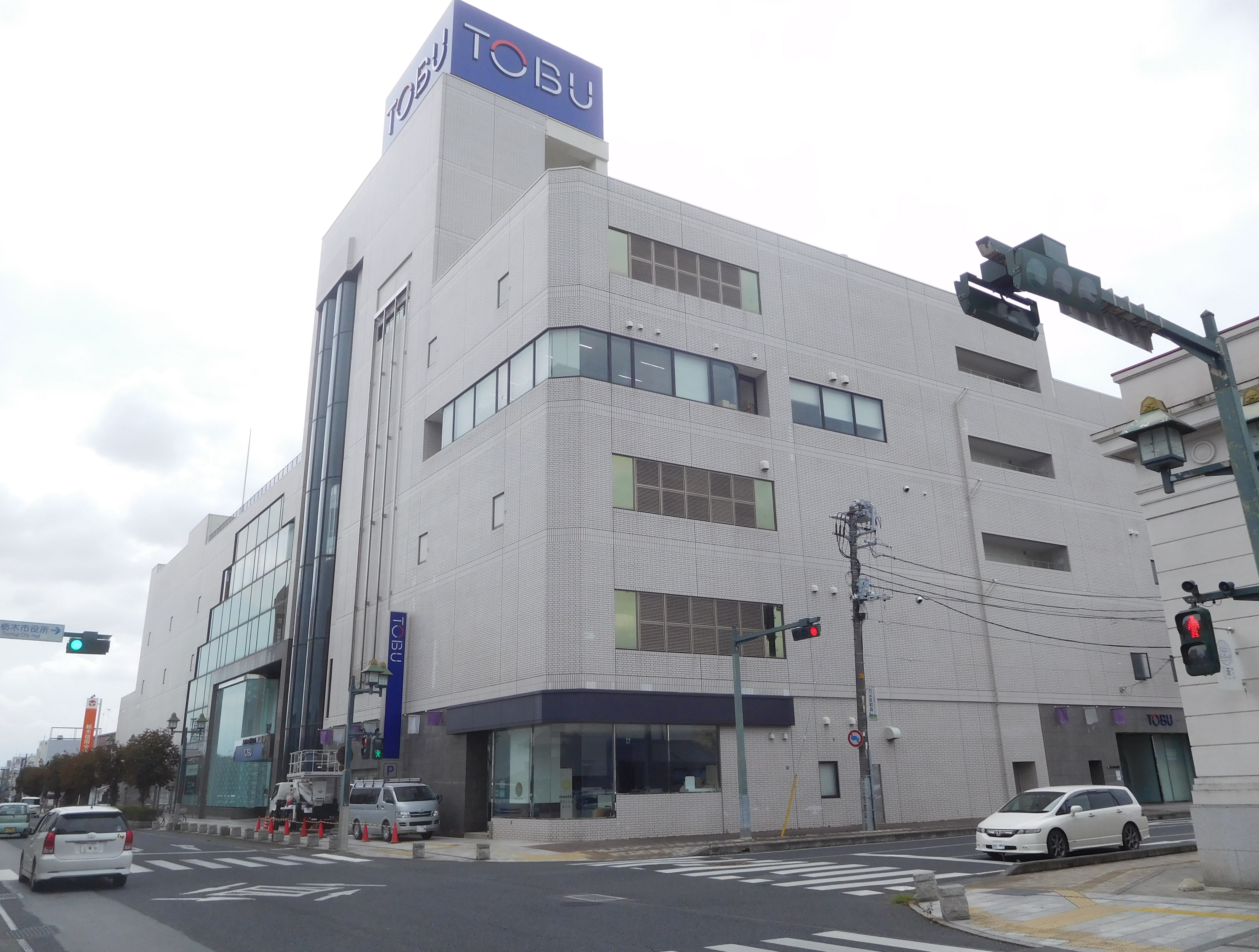
福田屋百貨店であった建物を改装した市役所に出店

### ギフトサロン今市店（閉店）
今市店は、栃木県日光市今市981-1（七本桜歩道橋交差点北東角）にあったギフトサロンである。東武日光線下今市駅から約1.4km（徒歩17分）程度、今市市街から数百m離れた今市バイパス（市道瀬川森友線）沿いに立地する郊外型店舗であった。付近に関東自動車「七本桜」、日光市営バス「七本桜入口」バス停留所があった。
2020年2月16日をもって閉店した。